# Xuân Phú, Đồng Nai
Xuân Phú là một xã thuộc tỉnh Đồng Nai, Việt Nam.
Xã có diện tích 38,54 km², dân số năm 2015 là 25015 người, mật độ dân số đạt 464 người/km².

## Hành chính
Xã Xuân Phú được chia thành 5 ấp: Bình Hòa, Bình Tân, Bình Tiến, Bình Xuân 1, Bình Xuân 2.